# メイヤー・アムシェル・ド・ロスチャイルド
メイヤー・アムシェル・ド・ロスチャイルド男爵（英語: Baron Mayer Amschel de Rothschild、1818年6月29日 - 1874年2月6日）は、イギリスの政治家、馬主。英国ロスチャイルド家の庶流の一人。

## 経歴
1818年6月29日に英国ロスチャイルド家の祖ネイサン・メイヤー・ロスチャイルドの四男としてロンドンに生まれる。母はハンナ・コーエン。ケンブリッジ大学トリニティ・カレッジを卒業。
1859年から1874年までハイス選挙区選出の庶民院議員を務める。バッキンガムシャー州長官、バッキンガムシャーの治安判事や副統監も務める。
競走馬の飼育に熱心であり、1871年には5つのクラシックのうち4つ（ダービー・セントレジャー・オークス・1000ギニー）までを「ハンナ」と「ファヴォニウス」で制している。特にダービーにおいて優勝を手にしたのはこの時が初めてだった。メイヤーの種馬飼育場は彼の死後、甥のレオポルドに相続されており、レオポルドも二度ダービーで優勝を手にすることになる。
1874年に死去。55歳だった。

## 家族
1850年に従兄妹にあたるジュリアナ・コーエン（Juliana Cohen）と結婚し、彼女との間に一人娘のハンナ（1851年-1890年）を儲けた。彼女は1878年に第5代ローズベリー伯爵（後の首相）と結婚した。